# Râul Vâna Mălâei
Râul Vâna Mălâei este un curs de apă afluent al râului Siriu Mare. 

## Hărți
- Harta Munții Buzăului [nefuncțională – arhivă]